# Basilepta schawalleri
Basilepta schawalleri es un coleóptero de la familia Chrysomelidae.
Fue descrita científicamente por primera vez en 1992 por Medvedev.